# Hansel & Gretel - Cacciatori di streghe
Hansel & Gretel - Cacciatori di streghe (Hansel & Gretel: Witch Hunters) è un film del 2013 diretto da Tommy Wirkola, la continuazione della fiaba dei fratelli Grimm Hänsel e Gretel. La pellicola vede come protagonisti Jeremy Renner e Gemma Arterton nei panni di Hansel e Gretel, impegnati a combattere contro una congrega di streghe comandata dalla malvagia Muriel, che nel film è interpretata da Famke Janssen.

## Trama
Da bambini, Hansel e Gretel vengono abbandonati nel bosco dai genitori; mentre vagano nei dintorni, incontrano una casa completamente fatta di marzapane, dove una terribile strega li rapisce e tiene prigionieri con l'intenzione di mangiarseli. Poco prima che riesca a divorarsi Hansel, però, i due riescono a combatterla e a ucciderla bruciandola nel forno, scoprendo, durante la lotta, di essere misteriosamente immuni ai poteri delle megere. Dopo quella volta, i due decidono di non tornare più dai loro genitori, convinti di essere stati abbandonati per egoismo, e di diventare cacciatori di streghe.
Quindici anni dopo questi avvenimenti, Hansel e Gretel vengono chiamati dal sindaco di Augusta per indagare sulle misteriose sparizioni di molti bambini. Lo sceriffo Berringer, precedentemente incaricato di risolvere il caso, ha ingiustamente catturato Mina, una ragazza che vive nel bosco, condannandola al rogo; Hansel e Gretel la salvano, poiché non riconoscono in lei i segni della magia nera, che rende le streghe brutte e deformi, a differenza di Mina, attirandosi così le antipatie dello sceriffo. Nel paese, i due incontrano anche Ben, un loro ammiratore che conosce molte cose sulle streghe: è lui che parla loro di Muriel, una terribile megera dai grandi poteri che abiterebbe nei boschi limitrofi.
Hansel e Gretel vanno a caccia e catturano una delle due streghe-ancelle di Muriel, la quale, sottoposta a tortura, rivela loro alcuni dettagli sulle sparizioni: la strega sta infatti progettando di usare il sangue di dodici bambini (6 maschi e 5 femmine, nati in diversi mesi) nella Notte della Luna di Sangue, un particolare avvenimento che avviene solo una volta per generazione, nel quale il sacrificio degli infanti più un "misterioso ingrediente segreto" consentirebbero alle streghe di preparare un incantesimo che le renderebbe immuni al fuoco dei roghi e dunque invincibili.
Quella notte stessa Muriel e l'altra sua ancella irrompono nel villaggio per rapire l'ultima bambina; nella lotta che ne segue Hansel e Gretel vengono separati e il villaggio messo a ferro e fuoco, senza peraltro che la bambina possa essere salvata. In più Gretel viene rapita dal troll Edward, servitore delle streghe, ma viene in seguito liberata grazie al cuore gentile del mostro. Lo sceriffo accusa i due cacciatori di aver attirato lì le streghe e quindi causato la calamità al villaggio.
Hansel viene aiutato da Mina, mentre Gretel, picchiata dallo sceriffo e dalla sua squadra, viene salvata da Edward. Quando lei gli chiede come mai l'abbia aiutata, lui risponde che "i troll servono le streghe" e se ne va. I due fratelli si ritrovano poco dopo in una casa abbandonata nel bosco, sotto la quale scoprono un rifugio di strega "insolito": si rendono poi conto che la casa non è altro che quella dove erano cresciuti da bambini. In quel mentre irrompe Muriel, che spiega loro la verità: la loro madre era Adriana, una potente strega bianca, cioè dedita alla magia buona (questo spiega l'immunità dei fratelli ai poteri delle fattucchiere). L'ingrediente segreto dell'incantesimo della Luna di Sangue era il cuore fresco di una strega bianca e, in occasione della precedente Luna di Sangue, non potendo affrontare Adriana, Muriel aveva deciso di sacrificare proprio Gretel, ma i loro genitori li avevano abbandonati nel bosco per metterli al sicuro da lei, prima di essere giustiziati dagli abitanti del villaggio. I due cacciatori combattono contro la strega, ma lei ha la meglio, riuscendo a rapire Gretel e a ferire gravemente Hansel.
Mina riesce a guarire quest'ultimo, rivelandosi a sua volta una strega bianca, vero motivo per cui l'ha curato in fretta: con l'aiuto suo e di Ben, nonché di un antico libro di magia trovato nel rifugio di Adriana, Hansel irrompe con delle armi benedette al sabba organizzato da Muriel, riuscendo a impedire l'incantesimo della Luna di Sangue e ad uccidere tutte le streghe intervenute. Quest'ultima fugge, ma viene ferita gravemente da Ben; Hansel e Gretel la inseguono fino alla casetta di marzapane, dove ingaggiano una lotta furiosa contro di lei. Mina viene uccisa nel corso della battaglia. Alla fine però sono i fratelli ad avere la meglio, riuscendo a eliminare Muriel, e i due possono riprendere la loro lotta contro le altre streghe malvagie e lasciando quelle buone in pace, stavolta in compagnia di Ben e Edward.

## Produzione
L'idea di un film basato sulla fiaba dei fratelli Grimm Hänsel e Gretel era tra i progetti della Paramount Pictures già durante il 2009, ed infatti già nel novembre di quell'anno il film era in fase di pre-produzione, con Tommy Wirkola scelto come regista di uno script scritto da Dante Harper. Il 17 febbraio 2011 la Metro-Goldwyn-Mayer si unì alla Paramount nello sviluppo del progetto e venne annunciato che la pellicola sarebbe stata girata in 3D. Sempre nello stesso giorno venne inoltre fissata la data di uscita del film al 2 marzo 2012.
Le riprese del film sono iniziate nel marzo del 2011 e si sono svolte a Braunschweig, Berlino e Potsdam in Germania.

## Distribuzione
Il primo trailer ufficiale in inglese del film è stato distribuito online da MSN Movies il 4 settembre 2012, a cui è seguito poche ore dopo la versione in lingua italiana, presentata in anteprima da MyMovies.it. Il 29 ottobre dello stesso anno è stato invece distribuito in anteprima da IGN il Red Band Trailer del film. Il 4 gennaio 2013 la Paramount Pictures ha inoltre diffuso un ulteriore Red Band Trailer.
Il film doveva inizialmente uscire nelle sale statunitensi a partire dal 2 marzo 2012, ma la data di uscita è stata posticipata al 25 gennaio 2013. Anche in Italia il film avrebbe dovuto essere distribuito a partire dal 2 marzo 2012, ma la data di uscita è stata dapprima rinviata a febbraio 2013, per poi essere definitivamente fissata al successivo 1º maggio.

## Sequel
Il 19 marzo 2013, la Paramount ha annunciato che è in lavorazione un sequel del film. Sia Jeremy Renner che Gemma Arterton hanno confermato che torneranno a vestire i panni di Hansel e Gretel. La produzione ha anche dichiarato che la sceneggiatura del sequel sarà ancora più dark e sanguinolenta.